# آنالونگ
آنالونگ (به انگلیسی: Annalong) یک روستا در بریتانیا است که در شهرستان داون واقع شده‌است. آنالونگ ۱٬۷۷۸ نفر جمعیت دارد.